# Puègbonieu
Puègbonieu (francès Pechbonnieu) és un municipi francès situat al departament de l'Alta Garona, a la regió Occitània.

## Monument

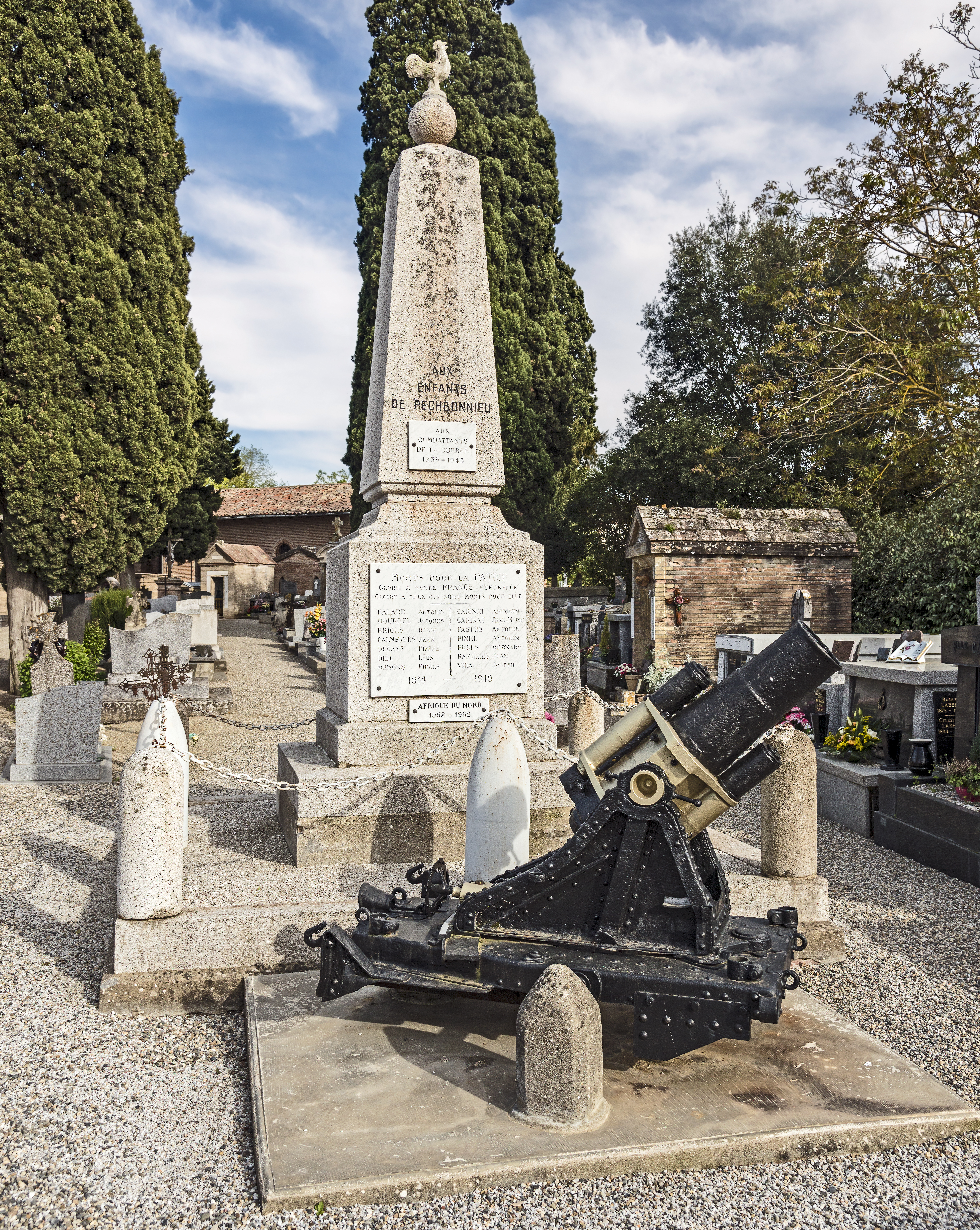
Monument als caiguts